# Sjöasjö
Sjöasjö är en sjö i Hultsfreds kommun i Småland och ingår i Emåns huvudavrinningsområde. Sjön har en area på 0,0836 kvadratkilometer och ligger 125,6 meter över havet.

## Delavrinningsområde
Sjöasjö ingår i det delavrinningsområde (635787-148591) som SMHI kallar för Mynnar i Gårdvedaån. Medelhöjden är 146 meter över havet och ytan är 16,97 kvadratkilometer. Räknas de 14 avrinningsområdena uppströms in blir den ackumulerade arean 263,18 kvadratkilometer. Skärveteån (Farstorpaån) som avvattnar avrinningsområdet har biflödesordning 3, vilket innebär att vattnet flödar genom totalt 3 vattendrag innan det når havet efter 116 kilometer. Avrinningsområdet består mestadels av skog (69 procent) och jordbruk (23 procent). Avrinningsområdet har 0,08 kvadratkilometer vattenytor vilket ger det en sjöprocent på 0,5 procent.